# Juan Pablo Rojas Paúl
Juan Pablo Rojas Paúl (Caracas, 26 de novembro de 1826 – Caracas, 22 de julho de 1905) foi um político venezuelano, presidente da Venezuela de 2 de julho de 1888 a 19 de março de 1890. 
Ficou conhecido pela frase: "Foi-se a única república da América", quando da deposição do Imperador do Brasil, D. Pedro II, em 1889.

## Biografia
Ele foi Ministro das Finanças de 1879 a 1884 e em 1887.
Rojas assumiu a presidência de Hermógenes López, que havia servido como presidente interino depois que Antonio Guzmán (que foi três vezes presidente) finalmente deixou o cargo. Rojas tentou reconciliar os seguidores de Guzmán e Joaquín Crespo, confrontados na época. Durante o governo Rojas, houve violentas manifestações contra Guzmán na capital e em outras regiões da Venezuela. Esses eventos precipitaram o rompimento do governo Rojas com Guzmán, que pretendia continuar governando indiretamente de Paris. O governo Rojas teve que enfrentar um levante liderado por Crespo. Depois que a rebelião foi esmagada, Crespo teve que ir para o exílio.
Rompendo com a política anticlerical de Guzmán, Rojas trouxe freiras francesas para o país, ajudou no estabelecimento de congregações e também construiu e remodelou muitos edifícios religiosos. Rojas autorizou a criação de faculdades de ciências, igrejas, escolas nacionais em Maracaibo e Barquisimeto. Inaugurou o cabo submarino entre La Guaira, as Antilhas e a Europa. Durante seu período, foi publicado o livro Grande compilação geográfica, histórica e estatística da Venezuela, de autoria do General Manuel Landaeta Rosales. Em 1888, Rojas fundou a Academia Nacional de História.
Seus dois anos na presidência foram marcados por uma bonança econômica, da qual aproveitou para investir em obras públicas. Após sua presidência, ele foi novamente Ministro das Finanças em 1899.
Ele morreu em Caracas em 1905, aos 78 anos.